# Leandra papillata
Leandra papillata är en tvåhjärtbladig växtart som beskrevs av Célestin Alfred Cogniaux. Leandra papillata ingår i släktet Leandra och familjen Melastomataceae. Inga underarter finns listade i Catalogue of Life.